# Taça de Portugal 1986-1987
La Taça de Portugal 1986-1987 è stata la 47ª edizione del torneo. Il Benfica vinse il trofeo in finale per 2-1 contro i concittadini dello Sporting Lisbona.
Per gli Encarnados si trattò della terza Coppa di Portogallo consecutiva, oltre che della ventunesima nella loro storia.

## Ottavi di finale
| Locali            | Risultato | Ospiti          |
| ----------------- | --------- | --------------- |
| Benfica           | 6–1       | Torreense       |
| Boavista          | 6–0       | Torralta        |
| Portimonense      | 1–0       | Ermesinde       |
| Farense           | 1–0       | Rio Ave         |
| Olhanense         | 1–1       | Chaves          |
| Sporting Lisbona  | 5–0       | Esperança Lagos |
| Vitória Guimarães | 2–0       | Silves          |
| Covilhã           | 0–2       | Porto           |

### Ripetizioni
| Locali | Risultato | Ospiti    |
| ------ | --------- | --------- |
| Chaves | 4–1       | Olhanense |

## Quarti di finale
| Locali           | Risultato | Ospiti            |
| ---------------- | --------- | ----------------- |
| Portimonense     | 3–1       | Farense           |
| Sporting Lisbona | 4–1       | Chaves            |
| Boavista         | 1–3       | Benfica           |
| Porto            | 5–0       | Vitória Guimarães |

## Semifinali
| Locali  | Risultato  | Ospiti           |
| ------- | ---------- | ---------------- |
| Benfica | 4–0        | Portimonense     |
| Porto   | 0–1 d.t.s. | Sporting Lisbona |

## Finale
| Arbitro: | Carlos Valente (Setúbal) |

|                     |           |             |
| Diamantino 39’, 55’ | Marcatori | 80’ Brandão |

| Benfica | Sporting CP |

### Formazioni
| Benfica        |    |                    |     |     |
|                |    |                    |     |     |
| POR            | 1  | Silvino            |     |     |
| TD             | 2  | António Veloso     | 26’ |     |
| DC             |    | Dito               |     |     |
| DC             |    | Edmundo            | 80’ |     |
| TS             | 4  | Álvaro Magalhães   |     |     |
| CEN            | 11 | Diamantino Miranda | 81’ |     |
| CEN            | 10 | Shéu ()            |     |     |
| CEN            | 8  | Adelino Nunes      |     | 84’ |
| CEN            | 6  | Carlos Manuel      | 83’ |     |
| ATT            | 9  | Rui Águas          |     |     |
| ATT            |    | Chiquinho Carlos   |     | 42’ |
| Sostituiti:    |    |                    |     |     |
| CEN            |    | Tueba Menayane     |     | 84’ |
| ATT            | 16 | Wando              |     | 42’ |
| Allenatore:    |    |                    |     |     |
| John Mortimore |    |                    |     |     |

| Sporting Lisbona |    |                  |     |     |
|                  |    |                  |     |     |
| POR              | 1  | Vítor Damas ()   |     |     |
| TD               |    | Virgílio Lopes   |     | 68’ |
| DC               | 4  | Pedro Venâncio   |     |     |
| DC               |    | Duílio           |     | 73’ |
| TS               |    | João Luís        |     |     |
| CEN              | 7  | Oceano           | 59’ |     |
| CEN              | 6  | Mário Coelho     | 29’ |     |
| CEN              |    | Silvinho         |     |     |
| ATT              |    | Manuel Fernandes |     |     |
| ATT              |    | Raphael Meade    |     |     |
| ATT              | 10 | Peter Houtman    |     |     |
| Sostituiti:      |    |                  |     |     |
| CEN              |    | Mário Jorge      |     | 68’ |
| ATT              | 16 | Marlon Brandão   |     | 73’ |
| Allenatore:      |    |                  |     |     |
| Keith Burkinshaw |    |                  |     |     |